# علم التحريك التحليلي
في الميكانيكا الكلاسيكية، تهتم علم التحريك التحليلي أو الديناميكا التحليلية، أو الديناميكا بإيجاز، بالعلاقة بين حركة الأجسام وأسبابها، أي القوى المؤثرة على الأجسام وخصائص الأجسام، وخاصة الكتلة وعزم القصور الذاتي. أساس ديناميكا العصر الحديث هو ميكانيكا نيوتن وإعادة صياغتها كميكانيكا لاغرانج وميكانيكا هاملتوني.